# Октан
Октан је угљоводоник из групе алкана са молекулском формулом . Постоје бројни изомери октана.
Октан је веома запаљива течност. Мале количине октана се могу јавити у нафти.
Моларна маса октана је 114,22 g/mol.
Постоји 18 изомера октана и то су :
- н-октан
- 2-Метил хептан
- 3-Метил хептан
- 4-Метил хептан
- 3-Етил хексан
- 2,2-Диметил хексан
- 2,3-Диметил хексан
- 2,4-Диметил хексан
- 2,5-Диметил хексан
- 3,3-Диметил хексан
- 3,4-Диметил хексан
- 2-Метил, 3-етил пентан
- 3-Метил, 3-етил пентан
- 2,2,3-Триметил пентан
- 2,2,4-Триметил пентан
- 2,3,3-Триметил пентан
- 2,3,4-Триметил пентан
- 2,2,3,3-Тетраметил бутан